# 조 라후드
조지프 마이클 라후드(영어: Joseph Michael Lahoud, 1947년 4월 14일~)는 미국의 프로 야구 선수로, 통산 11시즌 동안 메이저 리그 베이스볼(MLB)에서 외야수이자 지명 타자로 뛰었다. 보스턴 레드삭스(1968년~1971년), 밀워키 브루어스(1972년~1973년), 캘리포니아 에인절스(1974년~1976년), 텍사스 레인저스(1976년), 캔자스시티 로열스(1977년~1978년)를 거쳤다.

## 어린 시절
라후드는 미국 코네티컷주 댄버리 출신으로, 그의 부모님은 그가 태어나기 전에 레바논에서 미국으로 이민을 왔다.

## 선수 경력
라후드는 헨리 애벗 기술 고등학교를 졸업한 후 뉴헤이븐 대학교를 다니면서 학내 야구팀에서 대학 야구 선수로 뛰었다.
1966년과 1967년에는 클래스 A 캐롤라이나 리그의 윈스턴세일럼 레드삭스 소속으로 경기를 뛰었다. 1968년 스프링 트레이닝 중에 마이너 리그에 내려가기로 결정되었지만, 토니 코니글리아로의 눈 부상 회복이 더뎌지면서 시즌 초반에 클래스 AAA 인터내셔널 리그의 루이빌 커늘스에 머무르고 있다가 보스턴 레드삭스로 콜업되었다. 하지만 얼마 안되어 다시 루이빌로 강등되었다. 1969년 6월 11일, 라후드는 한 경기에서 3홈런을 터뜨렸다. 1970년에도 스프링 트레이닝 마무리와 함께 마이너 리그행을 지시받았다.
1971년 10월 10일, 보스턴의 라후드, 조지 스콧, 짐 론보그, 켄 브렛, 빌리 코니글리아로, 돈 파블레티치와 밀워키 브루어스의 토미 하퍼, 마티 패틴, 루 크라우스 주니어, 마이너 리거 팻 스크러블을 맞바꾸는 초대형 트레이드가 진행되었다. 2년 뒤인 1973년 10월 23일에는 밀워키의 라후드, 엘리 로드리게스, 올리 브라운, 스킵 록우드, 그레이 라이어슨과 캘리포니아 에인절스의 스티브 바버, 클라이드 라이트, 켄 베리, 아트 쿠스니어, 현금을 맞바꾸는 초대형 트레이드가 다시 성사되었다 1976년 6월 14일, 텍사스 레인저스는 에인절스에 웨이버 가격보다 조금 더 비용을 지불해 라후드를 영입했다.
라후드의 메이저 리그 통산 성적은 791경기에 출전해 타율 .223, 65홈런, 218타점, 429안타, 239득점, 장타율 .372이다.